# Collision aérienne de Zagreb
La collision aérienne de Zagreb s'est produite le 10 septembre 1976, lorsqu'un Hawker Siddeley Trident, assurant le vol British Airways 476, et un Douglas DC-9, assurant le vol Inex-Adria Aviopromet 550, entrent en collision en plein vol au-dessus de Vrbovec, au nord-est de Zagreb, dans l'actuelle Croatie (ex-Yougoslavie), entraînant la mort des 176 personnes présentes à bord des deux avions. 
Ce fut, à l'époque, la collision aérienne la plus meurtrière de l'histoire de l'aviation. Elle reste le pire accident aérien survenue en Croatie, et le seul accident mortel impliquant un appareil de British Airways. 
La cause de cette catastrophe aérienne est une erreur de procédure de la part des contrôleurs aériens de Zagreb. L'un d'entre eux a été condamné, mais a été libéré après plus de deux ans de prison.

## Les avions impliqués
Le vol 476 de British Airways (BA476) a quitté Londres à 8 h 32 UTC pour se rendre à Istanbul, avec 54 passagers et neuf membres d'équipage à bord. Aux commandes du Hawker Siddeley Trident 3B se trouvait un commandant de bord expérimenté, Dennis Tann (44 ans), qui, au moment de l'accident, cumule 10 781 heures de vol à son actif. Il était assisté du copilote Brian Helm et de l'ingénieur de vol Martin Flint.
Le vol 550 d'Inex-Adria Aviopromet (JP550) a décollé de Split à 9 h 48 UTC pour se rendre à Cologne. Il transportait 108 passagers, principalement des vacanciers allemands rentrant chez eux après des vacances sur la côte dalmate, et un équipage de cinq personnes. Aux commandes du Douglas DC-9-32 se trouvaient le commandant de bord Jože Krumpak (51 ans), un pilote expérimenté avec 10 157 heures de vol, et le copilote Dušan Ivanuš. Inex-Adria Aviopromet était alors une compagnie aérienne charter, basée à l'époque en république socialiste de Slovénie.
Les deux vols se sont déroulés sans incident jusqu'à leur approche du VOR de Zagreb.

## Déroulement de l'accident

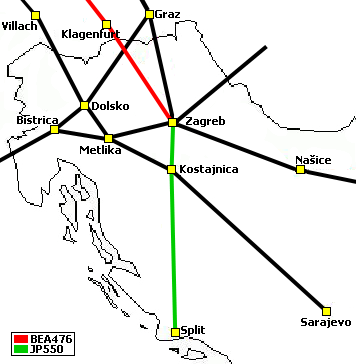
Schéma représentant les trajectoires des deux avions impliqués.

Dans les années 1970, l'espace aérien du centre de contrôle régional de Zagreb est l'un des plus chargés d'Europe, tout en étant mal équipé et en sous-effectif.
Voici un compte rendu des dernières communications radio entre le contrôle aérien et les deux avions (les heures sont UTC) :
À 10:13:53, l'avion britannique « Bealine 476 », stable à son niveau de croisière, entre dans l'espace aérien yougoslave et contacte le centre de contrôle régional de Zagreb. Le contrôleur Gradimir Tasić,  gérant le secteur d'espace aérien supérieur (au-dessus du niveau de vol 310) lui demande de maintenir le niveau de vol 330, de se reporter au passage de Zagreb, et d'afficher Alpha 2332 au transpondeur, ce que fait le pilote.
Dans le même temps, le DC-9 « Adria 550 », en montée après son décollage de Split, est en contact avec le contrôleur du secteur d'altitude intermédiaire (niveau 250 à 310) et lui demande une clairance vers son niveau de croisière, le FL 350. Pour cela le contrôleur doit se coordonner avec son collègue de l'espace supérieur, mais celui-ci est trop occupé, se trouvant seul à son poste, et c'est un troisième qui va le voir avec le strip de l'Adria. 
À 10:07:40, il obtient le feu vert et autorise le DC-9 à monter. Passant le niveau 310, à 10:12:03, celui-ci est prié de contacter le secteur supérieur sur une autre fréquence, et de ne plus transmettre son code transpondeur. C'est la procédure habituelle, en attendant de recevoir un nouveau code transpondeur correspondant au nouveau secteur ; mais cela ne permet plus à l'avion, dans l'intervalle, d'être identifiable sur l'écran radar.
À 10:14:04, le DC-9 « Adria 550 » , en montée, s'annonce sur « 325 passant Zagreb à unité quatre », ce qui signifie qu'ils sont au niveau de vol 325 au VOR de Zagreb à 10:14.
Ceci alarme Tasić qui demande aussitôt au DC-9 : « Quel est votre niveau actuel ? »
À 10:14:17, l'équipage d'Adria répond « 327 ». Le contrôleur réalise alors le danger de collision avec le Bealine 476 qui est au niveau 330. 
À 10:14:22, dans l'urgence, et contrairement au règlement, Tasić repasse dans sa langue maternelle, le serbo-croate et répond « Maintenez l'altitude actuelle et reportez-vous passant Zagreb ». Le DC-9 demande « Quelle altitude ? »
À 10:14:29, le contrôleur indique au DC-9  « L'altitude que vous passez actuellement parce que... euh... vous avez un avion en face de vous au... [incohérent] 335, de gauche à droite. » L'équipage répond « OK, nous allons rester précisément au 330 ».
La collision se produit à 10:14:41. L'aile gauche du DC-9 accroche le nez du Trident, tuant sur le coup les pilotes britanniques et entraînant une décompression explosive. L'aile s'arrache aussitôt, et le DC-9 pique immédiatement vers le sol et s'écrase à proximité du village de Vrbovec, au nord-est de Zagreb.
Le contrôleur appelle alors les deux avions, sans aucune réponse. Le copilote d'un Boeing 737 de Lufthansa, croisant au niveau 290 15 nautiques derrière le Trident, aperçoit l'éclair provoqué par la collision puis un nuage de fumée d'où il voit les deux avions tomber vers le sol. 
À bord du Trident, les passagers périssent d'asphyxie en quelques minutes. L'avion finit par s'écraser au sol cinq minutes après le choc. 
Finalement, on ne compte aucun survivant parmi les 176 occupants des deux appareils.

## Conséquences

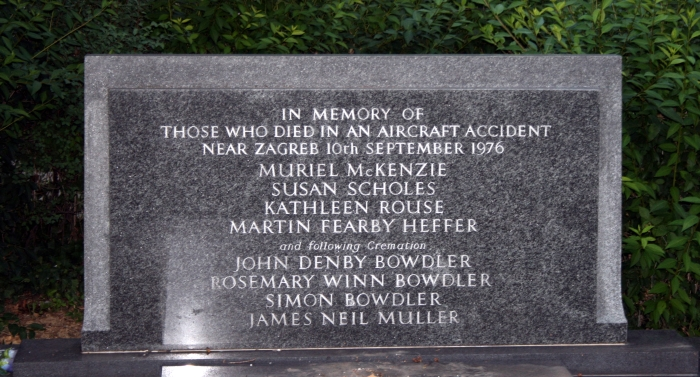
Mémorial en souvenir des victimes, à Zagreb.

Un mémorial a été érigé en l'honneur des victimes à Zagreb.
Cinq contrôleurs et deux superviseurs furent placés en garde à vue, puis relâchés, sauf Gradimir Tasić, le contrôleur du secteur de contrôle supérieur, dans lequel a eu lieu la collision. Condamné à sept ans de prison, il fut libéré au bout de 2 ans et trois mois, après que des contrôleurs aériens un peu partout dans le monde eurent réclamé sa mise en liberté.
Il apparaît que le contrôleur a échangé en croate avec le DC-9 en lieu et place de l'anglais, ce qui a empêché les pilotes de British Airways d'obtenir des informations sur ce qui risquait de se passer et de réagir en conséquence. Et que s'il n'avait pas demandé au DC-9 de maintenir son altitude, l'accident n'aurait pas eu lieu. On montra que Tasić avait été surchargé de travail, car il était seul à sa console là où normalement il aurait dû y avoir deux contrôleurs.